# Merja Ylä-Anttila
Merja Hannele Ylä-Anttila, född Kivinen den 14 maj 1960 i Tavastehus i Egentliga Tavastland, är en finländsk journalist och företagsledare, som varit verkställande direktör för Rundradion från september 2018 till 2025, då hon går i pension. Till utbildningen är Ylä-Anttila student.

## Biografi
Ylä-Anttila blev student från Kauriala gymnasium i Tavastehus år 1979. Hon började på MTV3 ursprungligen som sommarvikarie i den nygrundade nyhetsredaktionen år 1982. Ylä-Anttila arbetade bland annat som inrikesreporter samt länge som politisk reporter och redaktionschef innan hon blev chefredaktör år 2001. Ylä-Anttila fungerade även som ställföreträdande verkställande direktör för MTV3. I april 2018 valdes Ylä-Anttila till verkställande direktör för Yle. Hon är den andra kvinnan att leda Yle efter Hella Wuolijoki.
Merja Ylä-Anttila är medlem i chefredaktörernas förenings styrelse. År 2011 utnämndes hon till styrelsen för Rädda Barnen rf. Ylä-Anttila var ordförande för arbetsgivarorganisationen Arbetsgivarna för servicebrancherna PALTA rf styrelse åren 2021–2022.
Ylä-Anttilas make är Ari Ylä-Anttila, som också arbetar på Yle.